# Présidence néerlandaise du Conseil de l'Union européenne en 2016
Présidence luxembourgeoise du Conseil de l'Union européenne en 2015 Présidence slovaque du Conseil de l'Union européenne en 2016
La présidence néerlandaise du Conseil de l'Union européenne en 2016 est la douzième présidence du Conseil de l'Union européenne assurée par les Pays-Bas.
Elle fait suite à la présidence luxembourgeoise du Conseil de l'Union européenne, qui avait commencé le 1er juillet 2015, et précède la présidence slovaque, qui a commencé le 1er juillet 2016.

## Programme
Les Pays-Bas ont fixé trois priorités pour l'Union européenne : développer l'innovation, simplifier l'administration européenne et reconstruire le lien entre les citoyens et les institutions. Ces priorités convergent avec les cinq grandes priorités fixées par le Conseil européen en 2014 : favoriser l'emploi, la croissance et la compétitivité ; avoir un rôle actif dans la protection des intérêts des citoyens européens ; développer les énergies et une politique climatique orientées vers l'avenir ; l'espace de liberté, sécurité et justice et affirmer le rôle de l'UE en tant qu'acteur mondial majeur.
La première des priorités est la création d'emplois et la stimulation d'une économie de l'innovation. Les Pays-Bas veulent « renforcer le marché du numérique, éliminer les obstacles à l'innovation au sein du marché intérieur, stimuler les réformes de politique intérieure et miser sur des entreprises européennes qui se remettent en question et continuent d'innover ».
Le deuxième axe de travail vise simplifier la législation européenne, faciliter sa mise en œuvre et réduire les charges administratives et les coûts supportés par les citoyens, les PME et les autorités publiques.
La troisième priorité de la présidence néerlandaise est une Europe où les intérêts des citoyens et des organisations de la société civile sont primordiaux et où ceux-ci sont activement impliqués dans la politique. Le renforcement de la légitimité démocratique sera discutée en détail lors de la présidence entre les Parlements nationaux et les institutions européennes.

## Initiatives

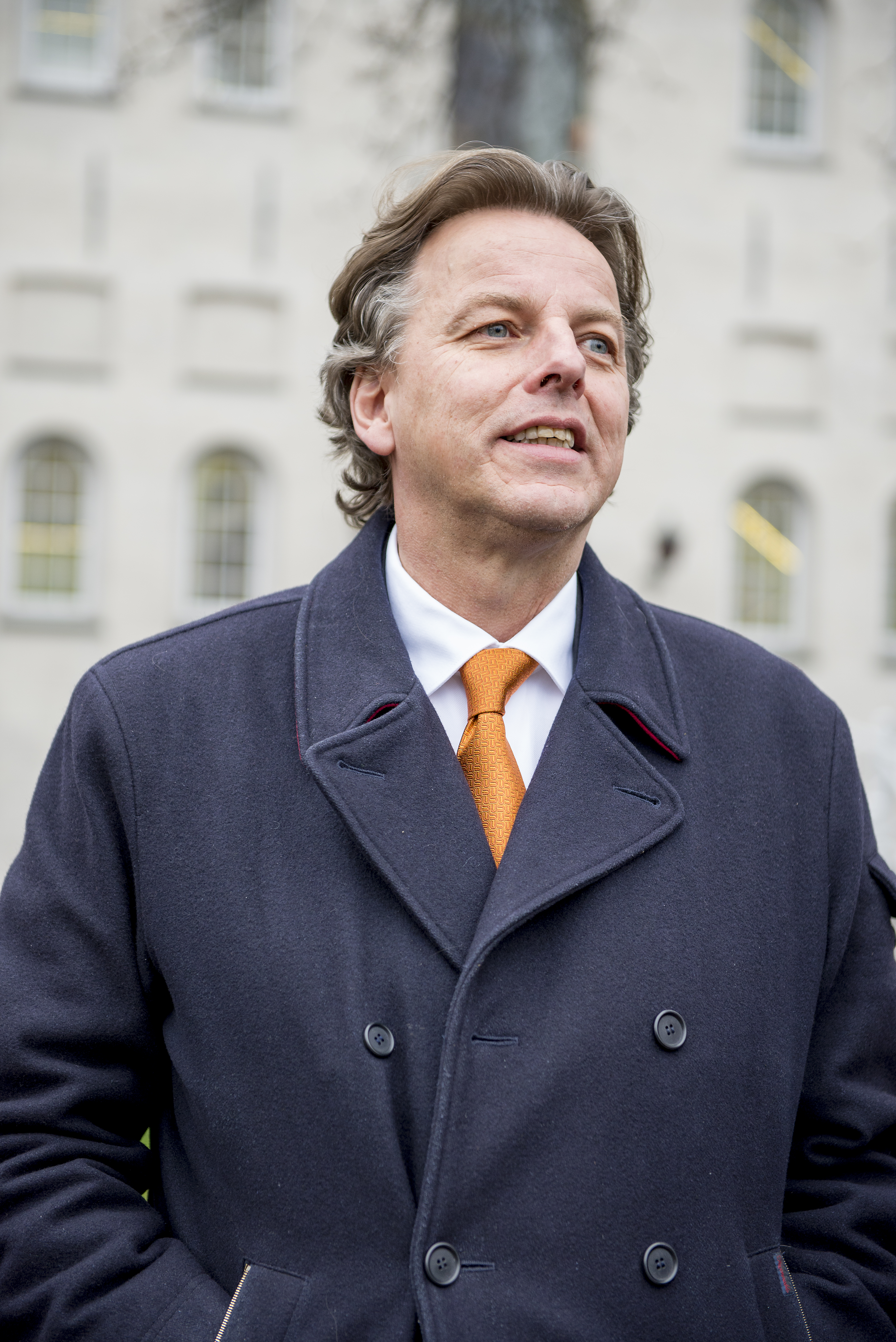
Bert Koenders, responsable de la présidence néerlandaise en tant que ministre des Affaires étrangères des Pays-Bas.

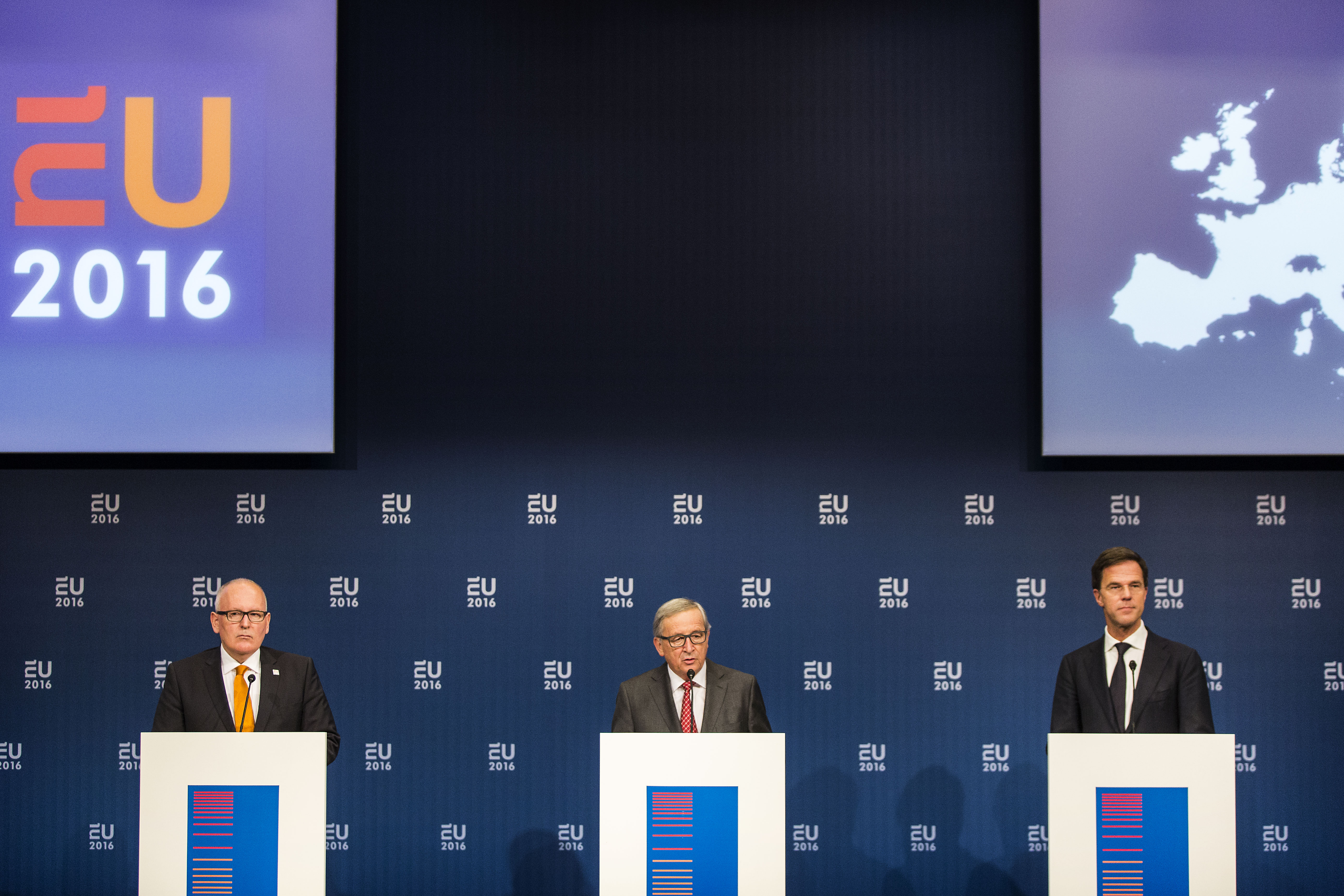
Mark Rutte, Jean-Claude Juncker et Frans Timmermans en conférence à Amsterdam.

En février 2016, Bert Koenders, lors d'une session de questions d'internautes en direct sur Reddit, intitulée « Ask me anything », assure que l'un de ses objectifs est de rendre l'Union plus transparente.
Le Premier ministre Mark Rutte veut se servir de cette présidence pour réduire et mieux contrôler l'afflux de migrants, venant principalement de Syrie, d'Afghanistan et d'Irak ; il se fixe comme objectif d'avoir des résultats encourageants dès mars, après avoir dialogué avec les autorités turques. 35 000 personnes avaient déjà effectué la traversée entre la Turquie et la Grèce au cours du mois de janvier 2016, alors qu’il n’y en avait eu que 1 700 en janvier 2015. « Nous ne pouvons plus faire face avec de tels chiffres », a-t-il affirmé depuis le Forum économique mondial de Davos. Selon Rutte, si l’Union ne fait rien, le nombre des arrivées pourrait quadrupler au printemps. Les différents États membres seront conduits à restaurer les contrôles à leurs frontières, ce qui mènera à l’effondrement de l'espace Schengen. Le Premier ministre participe aux négociations pour le compte de l'Union européenne, et signe l'accord final avec Ankara quant au renvoi de migrants illégalement entrés en Europe par la Turquie : pour chaque migrant repris, un réfugié syrien sera légalement transféré depuis le sol turc vers un centre d'asile d'un pays membre. Les autorités turques reçoivent également une importante aide financière de l'Union et une promesse de reprise des négociations en vue de l'adhésion du pays.
Les Pays-Bas souhaitent par ailleurs mettre en place un guichet unique pour les start-ups voulant s'installer au sein de l'Union. La présidence néerlandaise du Conseil organise notamment la Startup Fest, une conférence organisée du 24 au 28 mai aux Pays-Bas. Plusieurs personnalités du monde politique et économique sont conviées, telles que Travis Kalanick, Tim Cook, Andrus Ansip, et Mark Rutte. « Le but de la Startup Fest est que les entrepreneurs rencontrent des investisseurs, concluent des partenariats et attirent les talents », résume Constantin des Pays-Bas, président de la conférence, conseiller économiste et frère du roi Willem-Alexander. Neelie Kroes ajoute qu'« aujourd'hui, chaque pays a sa propre politique. Avoir un visa unique permettra d'attirer des projets non-européens ».

## Sources

## Compléments